# Васьковцы (Молодечненский район)
Васьковцы (бел. Ва́ськаўцы) — деревня в Молодечненском районе Минской области Республики Беларусь. В составе Городокского сельсовета.

## География
Ближайшие населённые пункты Березовцы, Кичино, Чахи и др.

### Гидрография
Примерно в 1,5 км (юго-восточный берег) расположено пойменное озеро реки Западная Березина. Данное пойменное озеро правильнее было бы называть водохранилищем, поскольку оно образовалось в результате строительства Васьковской ГЭС (работы по возведению этого гидротехнического сооружения завершились в 1952 году). Однако среди местных жителей и приезжих оно известно как озеро Васьковцы.

## История
В 1904 году в Городокской волости Вилейского уезда Виленской губернии.
В 1921—1945 годах деревня в составе Польской Республики, Виленского воеводства, Вилейского повета (с 1927 года Мололодечненского повета), гмины Городок.

## Население

### Численность
- 2019 год — 7 жителей

### Динамика
- 1866 год — 10 дворов, 55 жителей
- 1921 год — 34 двора, 173 двора[6]
- 1931 год — 33 двора, 182 жителя[7]
- 1999 год — 21 жителей (перепись населения)
- 2009 год — 8 жителей (перепись населения)[3]
- 2019 год — 7 жителей (перепись населения)

## Достопримечательность
- Городище (1-е тыс. до н. э. —  1-е тыс. н. э.), на северо-восточной окраине деревни —  Историко-культурная ценность Республики Беларусь, шифр 613В000298.